# Río Puyo
Der Río Puyo ist ein ca. 46 km langer linker Nebenfluss des Río Pastaza in der Provinz Pastaza im Osten von Ecuador.

## Flusslauf
Der Río Puyo entspringt in den östlichen Ausläufern der Cordillera Real auf einer Höhe von etwa 1250 m. Das Quellgebiet liegt  8 km nordwestlich der Stadt Puyo. Der Río Puyo fließt anfangs 8 km nach Osten und wendet sich anschließend nach Süden. Zwischen Flusskilometer 32 und 24 verläuft er entlang dem östlichen Stadtrand von Puyo. Bei Flusskilometer 21,5 mündet der Río Pindo Grande von rechts in den Río Puyo. Dieser fließt bis Flusskilometer 10 in überwiegend südöstlicher Richtung. Anschließend wendet er sich nach Süden und trifft schließlich auf den Río Pastaza. 

## Einzugsgebiet
Der Río Puyo entwässert ein Areal von etwa 360 km². Das Einzugsgebiet erstreckt sich über den Westrand des Amazonasbeckens nordöstlich des Río Pastaza. Im Norden grenzt das Einzugsgebiet an das des Río Anzu und das des Río Arajuno, die beide zum Río Napo abfließen. Im Nordosten und Osten trennt ein 1000 m hoher Höhenrücken das Einzugsgebiet des Río Puyo von dem des Río Bobonaza.

## Wasserqualität
Im Einzugsgebiet des Río Puyo liegen die Städte Puyo und Shell. Die Abwässer der Bevölkerung gelangen zum größten Teil ungeklärt in das Flusssystem, so dass die Wasserqualität des Río Puyo im Mittel- und Unterlauf stark beeinträchtigt ist. Insbesondere Chlorhaltige Bleichmittel belasten den Fluss.